# Cahid Həsənzadə
Cahid Həsənzadə (ur. 19 czerwca 1995) – azerski zapaśnik startujący w stylu wolnym. Piąty w Pucharze Świata w 2016. Mistrz świata kadetów w 2012 i wicemistrz Europy w 2012 roku.